# مدرسة أنيس زونوزي البهائية
مدرسة أنيس زونوزي البهائية هي مدرسة بهائية تقع بالقرب من بورت أو برنس، هايتي، والتي بدأت في عام 1980. لقد وصلت إلى حد تقديم الفصول الدراسية من الصف كيه إلى الصف العاشر. نجا المبنى من زلزال هايتي عام 2010 وكان موقعًا لعيادة أثناء جهود الإغاثة.

## معلومات عامة
بدأت مدرسة أنيس زونوزي البهائية (Ecole Baháʼíe Anís Zunúzí)، التي سميت على اسم الصحابي الذي عانى من إعدام الباب، الدراسة في عام 1980 وتطورت إلى مدرسة ابتدائية وثانوية من الروضة إلى الصف التاسع، حيث خدمت 232 طالبًا بحلول عام 1983، 270 بحلول عام 1988. لفترة من الوقت تم إغلاق برنامج المدرسة الثانوية للتركيز على عروض المدارس الابتدائية من الروضة إلى الصف الرابع. أعيد افتتاح البرنامج الثانوي في سبتمبر 2004 وتمت إضافة فصل دراسي واحد سنويًا منذ ذلك الحين وبحلول عام 2009 أصبحت المدرسة مدرسة كيه-10 (تهدف إلى أن تصبح مدرسة ثانوية كاملة وتقدم امتحانات وطنية). جاء تمويلها الأولي وميزانية التشغيل لسنوات من عائلة بهائية بلجيكية. يأتي معظم الطلاب من عائلات ذات دخل منخفض أو معدومة، ومعظم الطلاب يدفعون رسومًا ضئيلة أو معدومة لحضور المدرسة. ويتبع المنهج الوطني ولكنه يوفر أيضًا التعليم الأخلاقي ودروس اللغة الإنجليزية. تقع على مساحة حوالي ثلاثة أفدنة من الأرض في ما أصبح ضاحية على بعد عدة أميال شمال شرق بورت أو برنس (وعلى بعد بضعة أميال شمال غرب كروا دي بوكيه).
عندما أنشئت المدرسة كانت المنطقة ريفية وغير متطورة. تم جلب خط كهرباء 220 فولت من بون ريبوس لتزويد المدرسة بالكهرباء، ولم يصل خط الهاتف الأول إلى المدرسة إلا في عام 1989. تم حفر بئر ارتوازي وتوفير مياه الشرب للمدرسة وكذلك للجمهور من خلال أنبوب ينتهي بنافورة على طريق بون ريبوس-بيوديت. في أكتوبر 1982، ترأست روحيه خانوم، إحدى يد القضية، وهو منصب بارز في العقيدة البهائية، حفل الافتتاح الرسمي للمدرسة. وكان مجلس الإدارة الأولي هو المستشار فرزم أرباب، د. نبيل حنا، بنيامين ليفي، د. إيرج مجذوب، وجورج مارسيلوس. كان أول مدير للمدرسة من ألمانيا في عام 1980 (هانز جيه ثيم، لاحقًا من مدرسة الاتحاد، هايتي). المديرون الحاليون هم سو وإيف بوزو.
تم بناء المنطقة بالمنازل الخاصة والشركات وتم اقتحام المدرسة مرتين مما أدى إلى إضافة البنية التحتية الأمنية. لم تعد الأراضي الصالحة للزراعة في محيط المدرسة تُستغل بسبب نقص المياه وانعدام المبادرة من جانب الشباب الذين يفضلون البحث عن وسائل عمل أخرى أسهل أو أكثر ربحية. دعمت مؤسسة مونا ‏ المدرسة بتمويل لدعم المدارس التابعة لها، والمنح الدراسية، والمعسكرات الصيفية المنتظمة، والتمويل العام، فضلاً عن العمل كوسيط لتمويل أوسع نطاقًا لتحسين البنية التحتية.

## البرنامج
يتضمن البرنامج في المدرسة ما يلي:
- في سبتمبر 2003 افتتحت المدرسة برنامجًا بعد الظهر للأطفال الذين كانوا كبارًا في السن، أو فقراء للغاية، أو مشغولين للغاية لحضور الجلسات الصباحية.
- تتضمن هذه الدورات دروسًا في التربية الأخلاقية، واللغة الإنجليزية، والرقص الشعبي، والخياطة، ودروس الكمبيوتر، والحرف اليدوية، ورحلة مدرسية سنوية.
- تم إعداد المواد المستخدمة ابتداءً من مرحلة رياض الأطفال وحتى الصف الرابع في كولومبيا والتي تركز على بناء الصفات الروحية. وفي الصف الثالث والرابع، يتبعون الدروس من دليل الفضائل باللغة الفرنسية. في الصفوف من الخامس إلى التاسع يتبعون دورات ما قبل الشباب: «نسائم التثبيت»، «وميض الأمل»، و«السير على الطريق المستقيم».
- كان تدريب المعلمين جزءًا من برنامج المدرسة على مدار الخمسة عشر عامًا الماضية. ومع ذلك، مع تزايد عدد الموظفين، لا يوجد معلمون أمضوا أكثر من خمس سنوات في المدرسة، ومعظمهم أمضوا عامًا أو عامين فقط. وهذا يتطلب تقييمًا مستمرًا للاحتياجات وتدريبًا إضافيًا لسد الثغرات.[14]
- فرضت المدرسة رسومًا قدرها 10 دولارات شهريًا لكل طفل، على الرغم من أن هذا المبلغ غير متاح للعديد من الطلاب.[14]
- المدرسة الرئيسية مسؤولة عن مدرستين تابعتين في جيروت وبونت بينوا، كل منهما تخدم حوالي 50 طالبًا:[14] مدرسة نيو هورايزون، التي يديرها برنارد مارتينود، وهو مهندس معماري فرنسي، ومدرسة جورج مارسيلوس في قرية جيروت الريفية.[15]

## المشاريع التنموية
لقد كانت المدرسة بمثابة قاعدة لعدد من مشاريع التطوير:
- في عام 1984 بدأت المدرسة بنشر صحيفة ربع سنوية بعنوان «تيمون» (والتي تعني في اللغة الكريولية الهايتية الأطفال أو بشكل أكثر حرفيًا «الناس الصغار») وحملت عنوانًا فرعيًا «تطوير التعليم البهائي في هايتي».[17]
- بمساعدة منظمة كير، بدأ برنامج غذائي. لاحظ معلم الصف الأول فرقًا كبيرًا في أطفاله الذين تتراوح أعمارهم بين 6 و8 سنوات.[18] في السابق، كان العديد من أطفال المنطقة يتناولون وجبة واحدة فقط يوميًا (بعد الظهر أو المساء)، ويشعرون بالتعب في الصباح. حتى أن الأسر الفقيرة التي لديها العديد من الأطفال ودخل محدود كانت تتأخر عن الطعام ليوم أو يومين. في هذه الحالة، ساعد الغداء الذي توفره المدرسة على زيادة تقبل الطلاب.
- عندما بدأت المدرسة عام 1980، كان متوسط أعمار الطلاب الملتحقين بالمدرسة ١٠ سنوات. وعندما أصبحت المدرسة نقطة انطلاق لستة مراكز لمرحلة ما قبل المدرسة يديرها مشروع تطوير المدرسة في عدة قرى مجاورة، تشجع أولياء الأمور أكثر على إرسال أطفالهم إلى المدرسة في سن مبكرة. بعد حوالي خمس سنوات، عاد الوضع إلى طبيعته، وأصبح معظم الطلاب الذين يلتحقون بالصف الأول تتراوح أعمارهم بين 6 و7 سنوات.
- من عام 1983 إلى عام 1984، أُنفق تمويل من الوكالة الكندية للتنمية الدولية (CIDA) وبيت العدل الأعظم على مشروع تنموي أُجري في المدرسة. دُرِّب 20 متطوعًا من المدرسة في مواضيع مُختلفة. في البداية، أُجري مسح شمل 98 أسرة و216 فردًا في ليلافوا، وديبيو، وسافان بلوند، وسيغور، وسيسليست.[19] واجتمعت التعاونيات الصغيرة ولجان المرأة لمناقشة المبادرات المُحتملة. في ليلافوا وليانكور، اهتموا بالحرف اليدوية والطبخ والخياطة، وإلى حد ما، بمحو الأمية وتطوير هذه المهارات. في وادي أرتيبونيت، أنشأوا 17 تعاونية صغيرة تتألف من أصدقاء يستثمرون في مشاريع تجارية أو زراعية بأموالهم الخاصة من خلال ترتيبات تمويل أصغر. جُمعت تقنيات «الرسوم المتحركة» واقتباسات من الأدب البهائي. وأُنشئت حدائق نموذجية. قامت الجمعية الروحية المحلية في ليانكورت بتطوير المشروع في منطقتها بشكل مستقل عن العمل الأولي من خلال المدرسة. وتم بناء أربعة مراكز لتعليم الطفولة المبكرة في القرى، بدعم جزئي من أولياء الأمور في تلك القرى للمعلمين. واستمرت المشاريع في التقدم عام 1986.[20]
- في عام 1985، طُوِّر برنامجٌ فنيٌّ مهنيٌّ من خلال المدرسة، حيثُ أُنشئت ورشةٌ صغيرةٌ للحديد والخشب في مبنىً متواضع. وبتمويلٍ من الوكالة الكندية للتنمية الدولية (CIDA)، تمَّ توفير الأدوات، وتدريب أول سبعة متدربين. أنتجت الورشة أثاثًا، ورفوفًا للشتلات، ومنخلًا للرمل، وخلايا وإطاراتٍ لتربية النحل، وأعمالًا حديديةً زخرفيةً ووقائيةً للنوافذ والبوابات.[21] إلا أنَّ هذا البرنامج توقَّف حوالي عام 2002 عندما ركَّز برنامج المدرسة على الصفوف الابتدائية.[7]
- بعد حصولها على تمويل أولي من مؤسسة التنمية للبلدان الأمريكية بين عامي 1985 و1986، أطلقت المدرسة مشروعًا لغرس الأشجار المطعّمة، يُنتج ٨٠ ألف شتلة سنويًا. وجرى توسيع نطاق هذا المشروع وتسريعه في عام 1987.[22] كما أُشرف على توجيه المعلمين وتدريبهم لتعزيز دمج مشاريع التنمية المدرسية والتعليم، وأشرفت الجمعية الروحية في ليلافوا على مشاريع في منطقتها.[20]
- في مايو 1986 بدأ تصوير فيلم وثائقي عن المدرسة وتطور إلى فيديو وثائقي مدته 20 دقيقة بعنوان من الجذور الهايتية حول مشاريع التعليم والتنمية التي نفذتها المدرسة.[23][24]
- خلال السنوات الأولى، طُوِّر كتاب تمهيدي (بوندي بون) وكتاب للقراءة للسنة الثانية (بو لاكاي نو) باللغة الكريولية لمساعدة الأطفال على القراءة والكتابة بلغتهم الأم. في عام 1987، طوّرت المدرسة كتابًا للقراءة باللغة الفرنسية للصف الثالث، وهو أوفرون لا بورت، للمساعدة في الانتقال من الكريولية الهايتية إلى الفرنسية من خلال إدخال صوت فرنسي واحد في كل مرة مع استخدام حروف وكلمات كريولية معروفة مسبقًا. في حين أن الأساليب التي تستخدمها معظم المدارس الأخرى تُمكّن الطلاب من قراءة اللغة الفرنسية (ولكن ليس فهمها) بشكل أساسي عن طريق الحفظ، فإن الكتب الثلاثة (التي طورها ماتي بيلوز ثيم، مدير المدرسة الثانية) جعلت الطلاب عمليين في القراءة والكتابة. تستخدم جميع الكتب صورًا وقصصًا تحتوي على مبادئ البهائية، على الرغم من أنها لا تشير تحديدًا إلى الدين.[22]

## الحالة الأخيرة
للمدرسة حضور على الفيسبوك. في سبتمبر 2009، تم تصوير فيلم وثائقي عن مشاريع مؤسسة مونا بما في ذلك مدرسة أنيس زونوزي.
أفاد مدير مدرسة أنيس زونوزي في 17 يناير 2010 أن مباني المدرسة ظلت قائمة بشكل عام بعد زلزال هايتي عام 2010 وأن موظفيها يتعاونون في جهود الإغاثة ويتقاسمون المساحة والدعم مع الجيران. تم إدارة عيادة في المدرسة من قبل فريق طبي من الولايات المتحدة وكندا. وقد نظمت المجموعة منذ ذلك الحين تحت اسم الحب من أجل هايتي؛ وقد نظمت نفسها بشكل عفوي، إلى حد كبير من خلال الفيسبوك. قدمت المجموعة عرضًا تقديميًا حول تجربتها في هايتي في قاعة أبرشية سانت ماثيوز في هوبوكين، نيوجيرسي في 18 فبراير، وعادت إلى هايتي في مارس. ضمت المجموعة مصورًا صحفيًا واحدًا.

## وصلات خارجية
- مدرسة أنيس زونوزي البهائية على الفيسبوك
- أطفال الشوارع في هايتي يتحدثون عن حياتهم
- أطفال أنيس زونوزي يغنون أغنية مرحباً يا صديقي
- مدرسة جورج مارسيلوس الساتلية - صور من رحلة مؤسسة منى
  - الموقع الإلكتروني لمجموعة الإغاثة الطبية المذكورة في المقال